# LyondellBasell

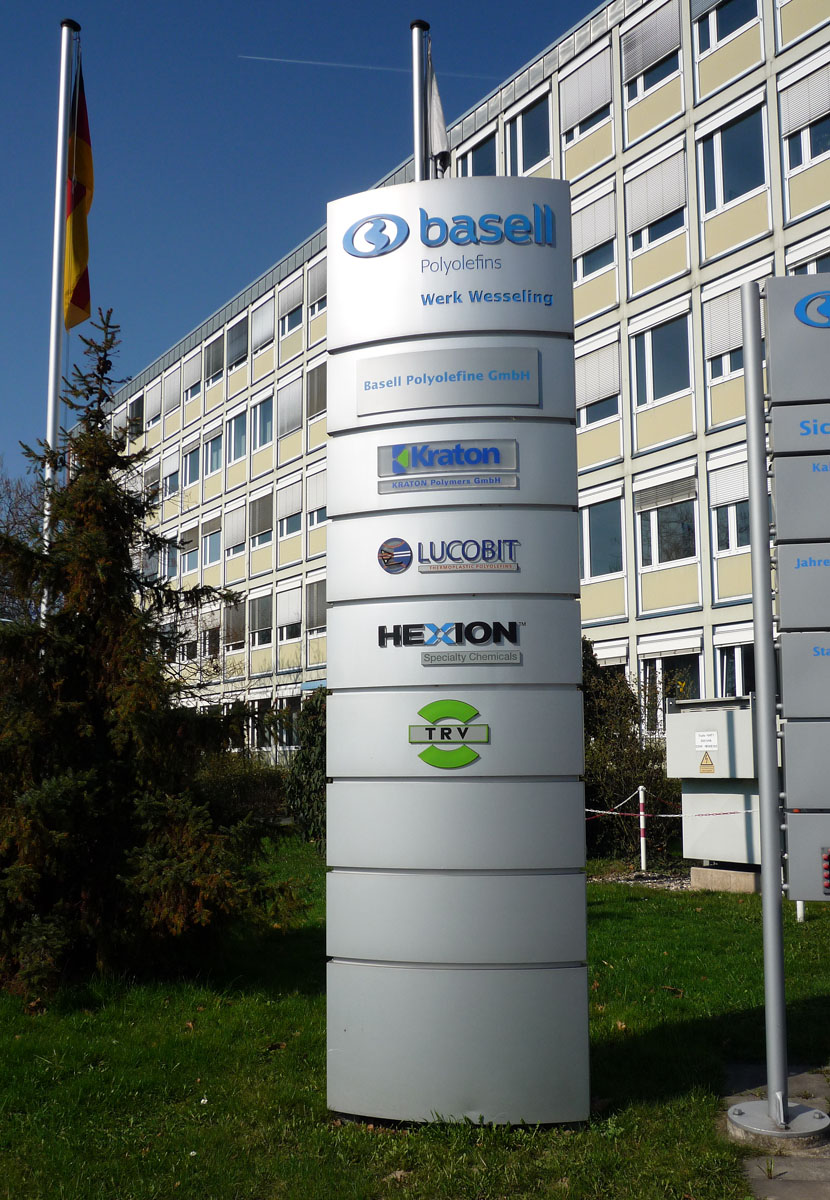
Une unité de production à Wesseling en Allemagne.

LyondellBasell est une multinationale américaine dont le siège se trouve à Houston, Texas, dans la LyondellBasell Tower. Elle se spécialise dans la pétrochimie.

## Histoire
LyondellBasell est issue de l'acquisition de Lyondell Chemical par  Basell Polyolefins pour 12,7 milliards de dollars en 2007. Son titre est par la suite délisté du New York Stock Exchange en décembre 2007. La cotation est depuis réhabilitée sur ce même indice.
Ses divisions « finance européenne » et « opérations américaines » ont invoqué la protection de la loi américaine sur les faillites le 6 janvier 2009. Elles sont sorties du régime des faillites en avril 2010.
En février 2018, LyondellBasell annonce l'acquisition de Schulman pour 1,24 milliard de dollars, dans le but de renforcer ses activités dans le secteur plastique.
En mars 2020, LyondellBasell annonce la création d'une coentreprise en Chine ayant une valeur de 2,6 milliards de dollars. En septembre 2020, Sasol annonce la vente d'une participation de 50 % dans une de ses activités aux États-Unis à LyondellBasell pour 2 milliards de dollars.
En octobre 2023 nouveau logo

## Activité en France
LyondellBasell est présente en France avec plusieurs filiales, est dirigée par Richard Roudeix notamment :
- Basell Polyefines France à Berre-l'Étang : 1 265 M€ et 366 salariés en 2017[7]
- Lyondell Chimie France à Fos-sur-Mer : 870 M€ de chiffre d'affaires en 2017 et 291 salariés[8].